# 金日觀
金日觀（？—1637年），明朝将领。
天启五年授守备，效力关门。崇祯初年，以副总兵守马兰峪。因守城抗拒清兵之功，加都督同知。以参与收复遵化之功，录功擢升为左都督。后任莱州副总兵。崇祯十年，清兵攻朝鲜王朝，朝廷命金日觀随总兵陈洪范往救，军驻皮岛。清兵水陆夹攻，他在皮岛力战而死。赠特进光禄大夫、太子太师。